# Tanytarsus tamaoctavus
Tanytarsus tamaoctavus är en tvåvingeart som beskrevs av Sasa 1980. Tanytarsus tamaoctavus ingår i släktet Tanytarsus och familjen fjädermyggor. Inga underarter finns listade i Catalogue of Life.